# Jaroslav Obšut
Jaroslav Obšut (* 9. března 1976, Prešov, Československo) je bývalý slovenský hokejový obránce se zkušenostmi z NHL a KHL.

## Kariéra

### Klubová keriéra
Jaroslav Obšut odešel už jako osmnáctiletý do zámoří, kde působil v juniorských ligách SJHL a WHL. Po první sezóně v zámoří jej draftoval tým Winnipeg Jets v osmém kole na celově 188. místě vstupního draftu NHL 1995. Obšut se poté snažil prosadit do NHL v nižších zámořských ligách ECHL a AHL. V NHL debutoval v sezóně 2000–01 v dresu St. Louis Blues se kterými podepsal smlouvu 26. dubna 1999. V sezóně 2000–01, kdy si ve čtyřech zápasech NHL nepřipsal jediný bod, chyběl většinu sezóny kvůli zranění. 11. září 2001 podepsal jako volný hráč smlouvu s Coloradem Avalanche, za které sehrál 3 zápasy a zbytek sezóny 2001–02 hrál v nižší lize AHL za Hershey Bears. 10. července 2002 podepsal jako volný hráč smlouvu s Vancouverem Canucks. Ve Vancouveru nesehrál jediný zápas a po dvě sezóny hrál na jejich farmě v AHL za Manitobu Moose. Poté odešel do Evropy, kde podepsal 28. dubna 2004 smlouvu se švédským celkem Luleå HF. Za Luleu hrál v Elitserien 5 sezón do roku 2009. 27. května 2009 podepsal smlouvu s ruským Spartakem Moskva, hrajícím v KHL. Ve Spartaku hrál do poloviny sezóny 2010–11, kdy přestoupil do dalšího klubu KHL Atlantu Mytišči. Před sezónou 2011–12 podepsal smlouvu s klubem HK Dynamo Minsk. V KHL ještě nastupoval o rok později za HK Donbass Doněck a Spartak Moskva, než se během rozehrané sezóny na podzim 2012 vrátil na Slovensko do klubu HKm Zvolen. S výjimkou sezóny 2014–15 v rumunském Brašově strávil zbytek kariéry na Slovensku, naposledy nastupoval v sezóně 2017–18 za prvoligový HC Bratislava.

### Reprezentační kariéra
Za Slovenskou reprezentaci nastoupil na dvou Mistrovství světa, na Olympijských hrách a na Světovém poháru. Na žádné z těchto akcí nezískal s reprezentací medaili.

## Individuální úspěchy
- Hrál v AHL All-Star Classic – 2004
- Byl nominován (pro zranění nehrál) na Utkání hvězd KHL – 2010

## Klubové statistiky
| Sezona             | Klub                         | Soutěž             | Základní část | Základní část | Základní část | Základní část | Základní část | Play off | Play off | Play off | Play off | Play off |
| Sezona             | Klub                         | Soutěž             | Z             | G             | A             | B             | TM            | Z        | G        | A        | B        | TM       |
| ------------------ | ---------------------------- | ------------------ | ------------- | ------------- | ------------- | ------------- | ------------- | -------- | -------- | -------- | -------- | -------- |
| 1994–95            | North Battleford North Stars | SJHL               | 55            | 21            | 30            | 51            | 126           | —        | —        | —        | —        | —        |
| 1995–96            | Swift Current Broncos        | WHL                | 72            | 10            | 11            | 21            | 57            | 6        | 0        | 0        | 0        | 2        |
| 1996–97            | Edmonton Ice                 | WHL                | 13            | 2             | 9             | 11            | 4             | —        | —        | —        | —        | —        |
| 1996–97            | Medicine Hat Tigers          | WHL                | 50            | 8             | 26            | 34            | 42            | 4        | 0        | 2        | 2        | 2        |
| 1996–97            | Toledo Storm                 | ECHL               | 3             | 1             | 0             | 1             | 0             | 5        | 0        | 1        | 1        | 6        |
| 1997–98            | Raleigh Icecaps              | ECHL               | 60            | 6             | 26            | 32            | 46            | —        | —        | —        | —        | —        |
| 1997–98            | Syracuse Crunch              | AHL                | 4             | 0             | 1             | 1             | 4             | —        | —        | —        | —        | —        |
| 1998–99            | Augusta Lynx                 | ECHL               | 41            | 11            | 25            | 36            | 42            | —        | —        | —        | —        | —        |
| 1998–99            | Manitoba Moose               | IHL                | 2             | 0             | 0             | 0             | 0             | —        | —        | —        | —        | —        |
| 1998–99            | Worcester IceCats            | AHL                | 31            | 2             | 8             | 10            | 14            | 4        | 0        | 1        | 1        | 2        |
| 1999–00            | Worcester IceCats            | AHL                | 7             | 0             | 2             | 2             | 4             | —        | —        | —        | —        | —        |
| 2000–01            | Peoria Rivermen              | ECHL               | 3             | 0             | 4             | 4             | 2             | —        | —        | —        | —        | —        |
| 2000–01            | Worcester IceCats            | AHL                | 47            | 9             | 12            | 21            | 20            | 7        | 0        | 1        | 1        | 4        |
| 2000–01            | St. Louis Blues              | NHL                | 4             | 0             | 0             | 0             | 2             | —        | —        | —        | —        | —        |
| 2001–02            | Hershey Bears                | AHL                | 58            | 3             | 22            | 25            | 48            | 8        | 0        | 2        | 2        | 2        |
| 2001–02            | Colorado Avalanche           | NHL                | 3             | 0             | 0             | 0             | 0             | —        | —        | —        | —        | —        |
| 2002–03            | Manitoba Moose               | AHL                | 60            | 6             | 13            | 19            | 59            | 14       | 0        | 4        | 4        | 8        |
| 2003–04            | Manitoba Moose               | AHL                | 65            | 11            | 26            | 37            | 42            | —        | —        | —        | —        | —        |
| 2004–05            | Luleå HF                     | Elitserien         | 49            | 11            | 19            | 30            | 50            | 2        | 0        | 0        | 0        | 50       |
| 2005–06            | Luleå HF                     | Elitserien         | 48            | 8             | 17            | 25            | 40            | 6        | 0        | 1        | 1        | 6        |
| 2006–07            | Luleå HF                     | Elitserien         | 51            | 11            | 21            | 32            | 26            | 4        | 0        | 0        | 0        | 4        |
| 2007–08            | Luleå HF                     | Elitserien         | 52            | 5             | 11            | 16            | 78            | —        | —        | —        | —        | —        |
| 2008–09            | Luleå HF                     | Elitserien         | 54            | 8             | 21            | 29            | 48            | 5        | 2        | 2        | 4        | 10       |
| 2009–10            | HC Spartak Moskva            | KHL                | 50            | 9             | 14            | 23            | 88            | 6        | 1        | 3        | 4        | 2        |
| 2010–11            | HC Spartak Moskva            | KHL                | 23            | 2             | 5             | 7             | 26            | —        | —        | —        | —        | —        |
| 2010–11            | Atlant Mytišči               | KHL                | 27            | 2             | 8             | 10            | 12            | 24       | 5        | 5        | 10       | 8        |
| NHL celkově        | NHL celkově                  | NHL celkově        | 7             | 0             | 0             | 0             | 2             | —        | —        | —        | —        | —        |
| Elitserien celkově | Elitserien celkově           | Elitserien celkově | 254           | 43            | 89            | 132           | 242           | 17       | 2        | 3        | 5        | 70       |
| KHL celkově        | KHL celkově                  | KHL celkově        | 100           | 13            | 27            | 40            | 126           | 30       | 6        | 8        | 14       | 10       |

## Reprezentace
Statistiky reprezentace na Mistrovstvích světa a Olympijských hrách:
| Turnaj             | Místo konání                | Z  | G | A | B | Umístění  | Soupisky          |
| ------------------ | --------------------------- | -- | - | - | - | --------- | ----------------- |
| ZOH 2002           | USA (Salt Lake City)        | 4  | 0 | 0 | 0 | 13. místo | Soupiska ZOH 2002 |
| SP 2004            | Severní Amerika, Evropa     | 3  | 0 | 0 | 0 | 8. místo  | Soupiska          |
| MS 2005            | Rakousko (Vídeň, Innsbruck) | 4  | 0 | 0 | 0 | 5. místo  | Soupiska MS 2005  |
| MS 2009            | Švýcarsko (Bern, Kloten)    | 6  | 0 | 1 | 1 | 10. místo | Soupiska MS 2009  |
| Celkem na MS (2x)  |                             | 10 | 0 | 1 | 1 |           |                   |
| Celkem na ZOH (1x) |                             | 4  | 0 | 0 | 0 |           |                   |